# فنلاند در المپیک تابستانی ۱۹۲۸

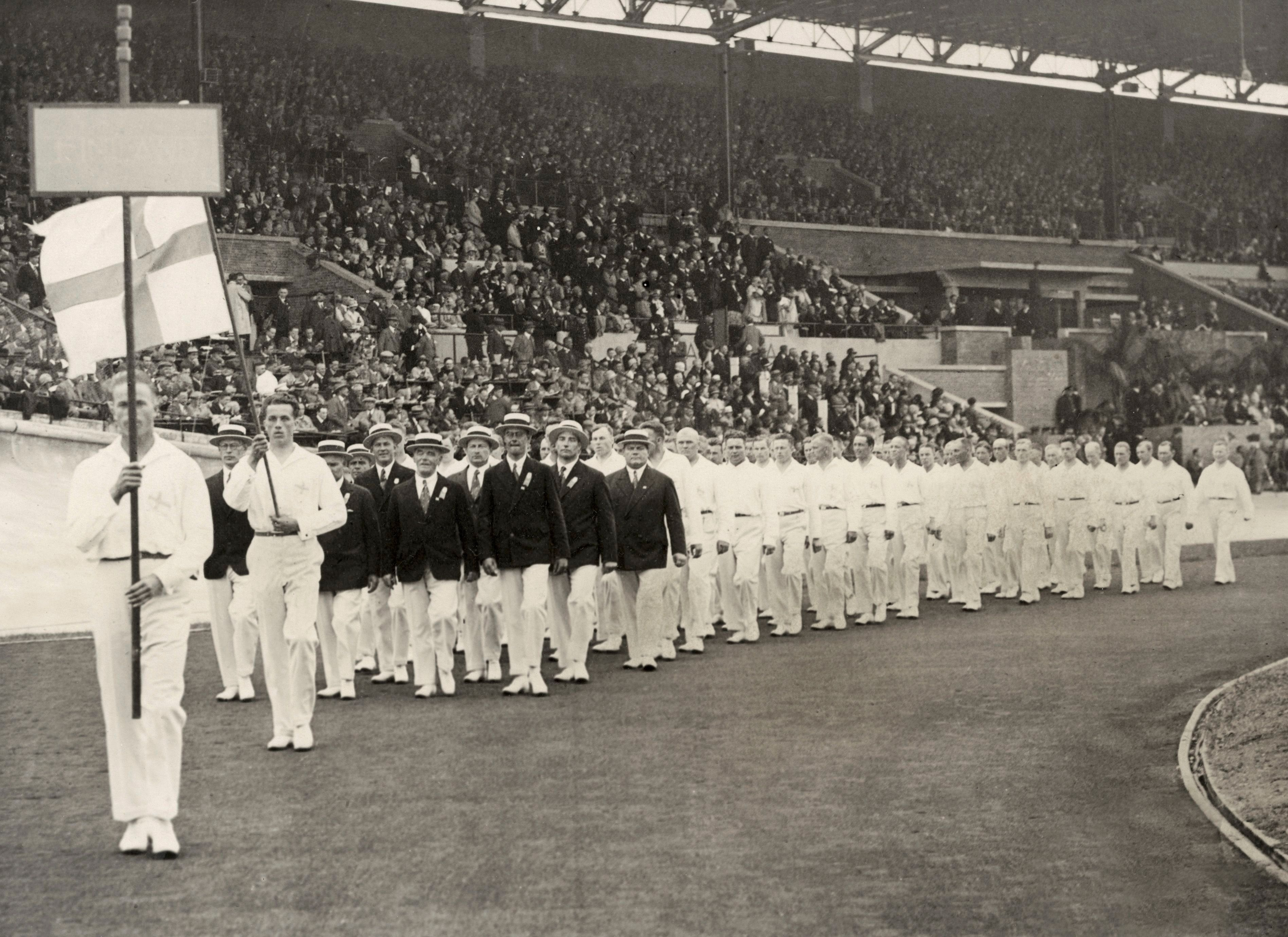
بازی های المپیک تابستانی در هلند

فنلاند در بازی‌های المپیک تابستانی ۱۹۲۸ که در شهر آمستردام هلند برگزار شد، کاروان فنلاند با ۶۹ ورزشکار در این رقابت‌ها شرکت کرد و موفق به کسب ۲۵ مدال (۸ طلا، ۸ نقره، ۹ برنز) شد. در جدول رتبه‌بندی توزیع مدال‌ها، فنلاند در ردهٔ ۳ مسابقات قرار گرفت.